# 穆罕默德·纳吉布·纳基汗
穆罕默德·纳吉布·纳基汗 医生是一名巴基斯坦克什米尔人出身的政治家。现任克什米尔立法会议议员，现任阿扎德克什米尔健康，教育和IT部部长。于2016年8月7日宣誓就任。他属于巴基斯坦穆斯林联盟（谢里夫派）。

## 家庭
纳基汗出身于一个著名的政治世家，继承了他的父亲莫哈末(已故)的政治生涯，后者在1980-1985年担任巴基斯坦卫生与食品部部长，顺带领导领导阿扎德克什米尔立法会。他的祖父巴巴·莫哈末汗1934年至1946年是查谟和克什米尔土邦议会的成员。他还在1947年担任阿扎德查谟和克什米尔战争委员会主席，然后是国防委员会成员。1934年，他创办了苏丹市教育会议。

## 早年生活
纳基汗于1964年1月19日出生于拉瓦尔品第。他1970-1982年在拉合尔的艾奇森学院接受学校教育，巴基斯坦最著名的历史悠久的教育机构之一。1983年至1988年，他在拉合尔的爱德华国王医学院进修，学习医学。并于1988年获得硕士学位。

## 政治生涯
纳基汗博士是AJ&K最受欢迎和最成功的政治家之一，从他的家乡选区连续四届当选阿扎德克什米尔立法议会议员的事实就可以看出这一点。
他的政治生涯始于20世纪90年代初，当时他的父亲穆罕默德·纳基汗上校在选举前一天不幸死于一场车祸。虽然他是正义与发展党政治中的杰出人物，但他始终站在人民权利的前列。在时任阿扎德克什米尔自治邦总统萨达尔·穆罕默德·阿都卡约汗的大力支持下，他于1995年赢得了Sudhanoti的地区地位，这是他的非凡成就之一，促进了该地区进步和发展。
作为一名有远见的领导人，纳基汗博士继续为他的选区的发展而努力。sudhanoti地区医院是即将完工的此类项目之一，而其他一些地区发展项目正处于不同的规划和实施阶段。